# Katowice Os. Witosa
Ten artykuł dotyczy przyszłego wydarzenia. Informacje w nim zawarte mogą się zmienić wraz z pojawieniem się nowych faktów, a początkowe doniesienia mogą być niepewne. Ostatnie aktualizacje tego artykułu mogą nie odzwierciedlać najbardziej aktualnych informacji.
Katowice Os. Witosa − planowany przystanek osobowy na Osiedlu Witosa w Katowicach w województwie śląskim w Polsce. Budowa przystanku jest planowana w związku z planowaną rozbudową trasy Katowice – Gliwice w ramach Kolei Metropolitalnej.

## Historia
Koncepcja budowy przystanku powstała w latach 80. w ramach systemu Kolei Ruchu Regionalnego mającej obsłużyć ruch aglomeracyjny na osobnej linii względem linii kolejowej nr 137. Zakładany przystanek miał posiadać jeden peron wyspowy, Docelowym założeniem była obsługa osiedli mieszkalnych na Witosa i Tysiąclecia. Budowa przystanku wraz z linią aglomeracyjną miała zostać zrealizowana w ramach zadania 1 w latach 1991−1998. W 1992 roku odcięto finansowanie budowy Kolei Ruchu Regionalnego, co spowodowało, że zarówno do realizacji zadania 1, jak i budowy przystanku nigdy nie przystąpiono.
Do pomysłu budowy powrócono w 2022 roku po zawarciu umowy w grudniu poprzedniego roku na opracowanie studium wykonalności dla rozbudowy szlaku Katowice – Gliwice. 
Po ukończeniu studium wykonalności nowy projekt przystanku zakłada budowę przystanku z dwoma peronami wyspowymi i jednego peronu jednokrawędziowego połączonych z przejściem pod torami umożliwiającego przejście między ulicą gliwicką a ulicą Wincentego Witosa. Założeniem projekt jest wydłużenie linii kolejowej nr 651, która ma biec po torze nr 102 przy peronie 3 do rozjazdu koło wiaduktu na ulicy wiśniowej.